# Hotel Grandezza
Hotel Grandezza je budova na Zelném trhu v Brně postavená v letech 1914–1915 architektem Vladimírem Fischerem jako Cyrilometodějská záložna. V letech 1969–1996 zde sídlila Právnická a Ekonomicko-správní fakulta Masarykovy univerzity, od roku 2012 je zde provozován hotel společnosti Grandezza Hotels.  Budova je chráněna jako kulturní památka. 

## Historie

### Původní domy záložny

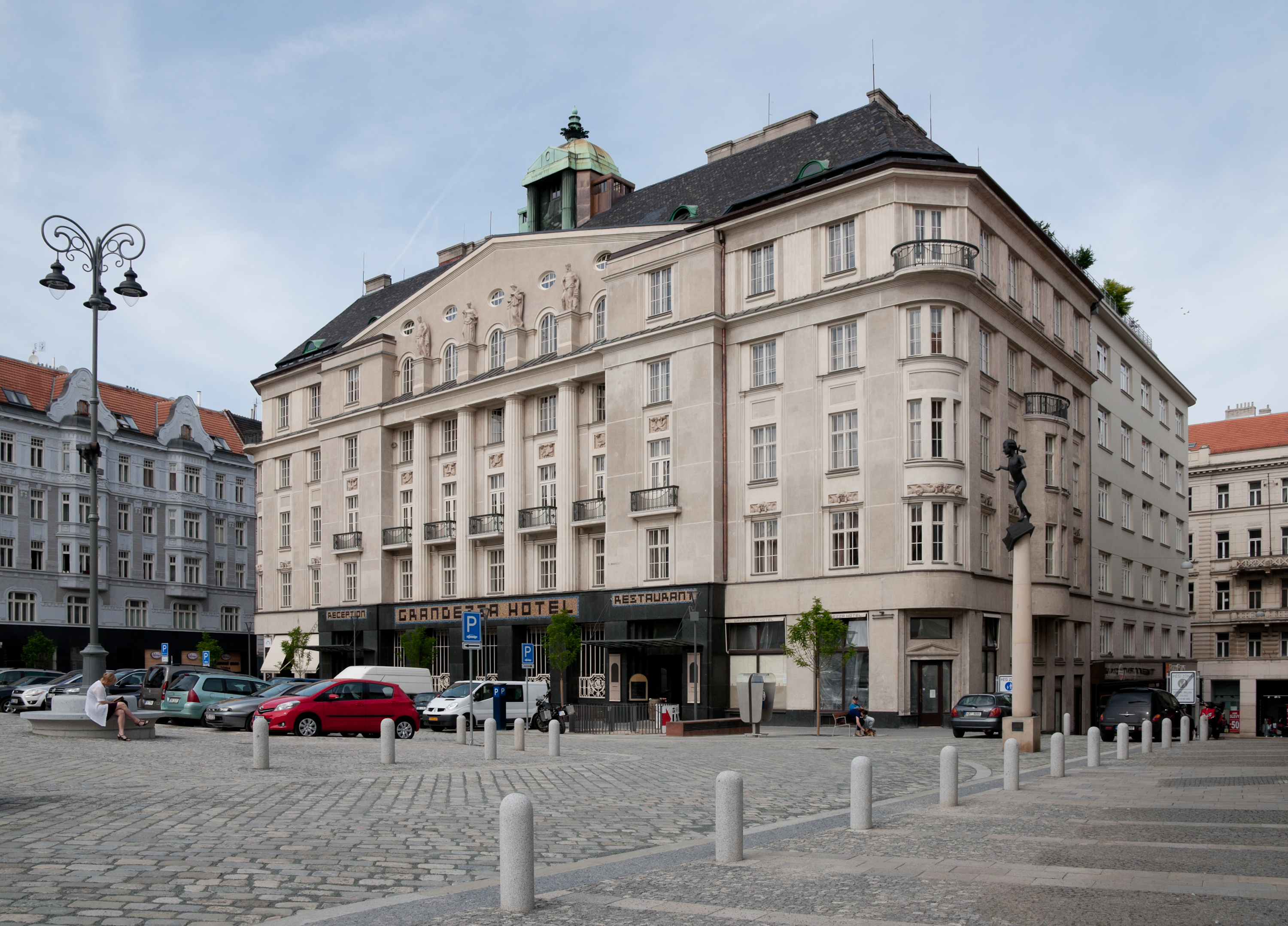
Pohled na hotel od Divadla Reduta

Na místě dnešního hotelu původně stávaly čtyři domy Cyrilometodějské záložny, prvního českého peněžního ústavu v Brně. Záložna zde začala poskytovat své služby 2. prosince 1882 a soustředila se na českou klientelu. Na jejím vzniku měl podíl říšský poslanec František Alois Šrom. Na drobné české vkladatele se do té doby soustředila malá záložna Blahobyt. Podle jiných zdrojů Cyrilometodějská záložna sídlila zpočátku v Dominikánské ulici. Největším bankovním ústavem v Brně byla od roku 1863 Erster Brünner für Gewerbetreibende, která se roku 1871 přeměnila na Brünner Gewerbebank a po finančních potížích se v roce 1880 stala pobočkou pražské Živnostenské banky.

### Sjednocení budov
V roce 1914 se záložna rozhodla všechny čtyři domy na východní straně Zelného trhu zbořit a na jejich místě postavit současnou budovu navrženou architektem Vladimírem Fischerem, pozdějším rektorem Vysokého učení technického v Brně. Stavitelských prací se ujal Leopold Čupr (1879–1959). Fischer s Čuprem ještě spolupracovali v roce 1925 na kostele svatého Jana Nepomuckého ve Starém Lískovci. Sochařskou výzdobu na fasádě provedl brněnský sochař a pedagog Václav Hynek Mach (1882–1958).

### Po druhé světové válce

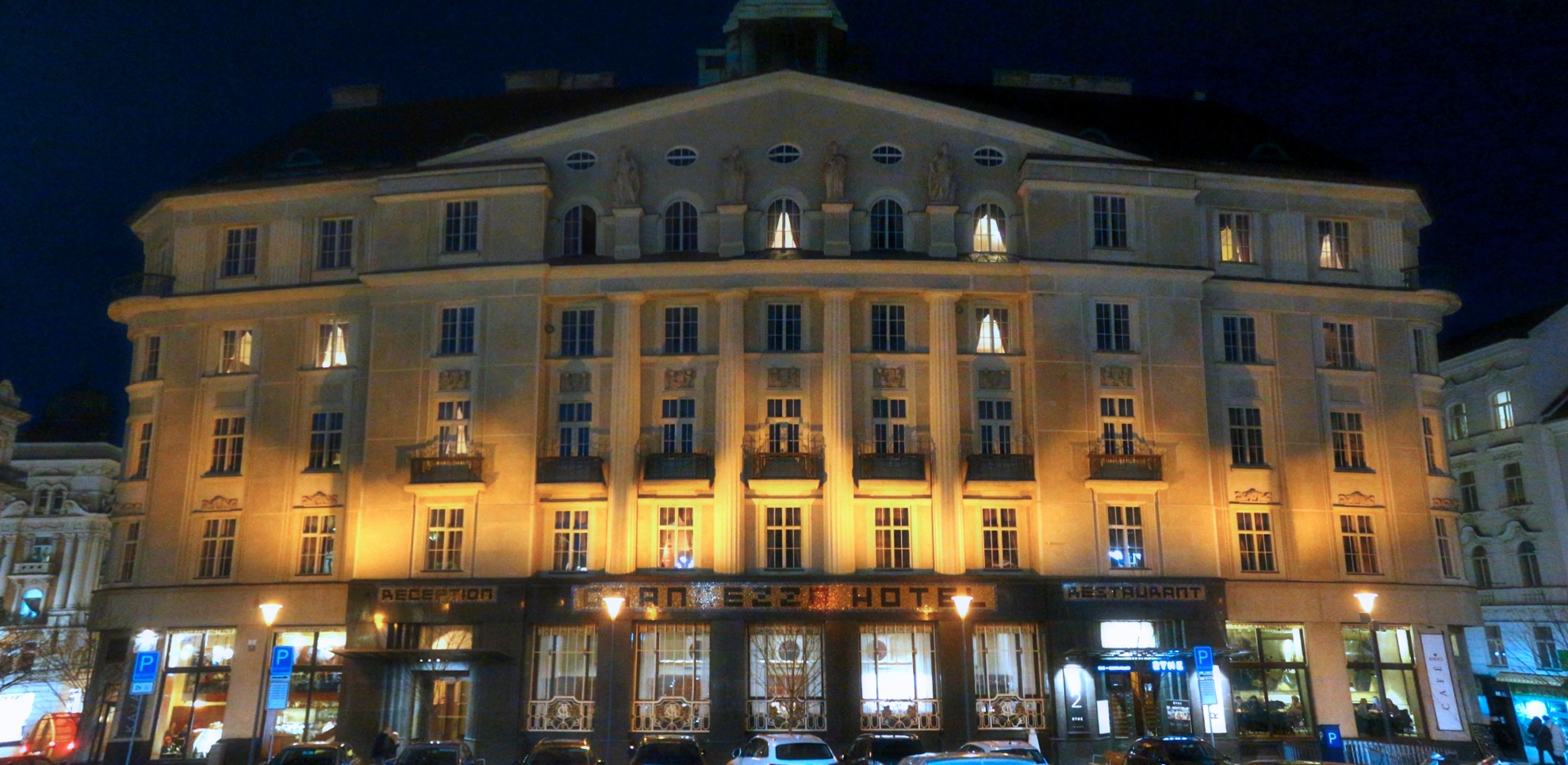
Hotel Grandezza ve večerních hodinách

Po druhé světové válce zde sídlily různé firmy, jako např. Státní spořitelna nebo Prefa Brno. V letech 1969–1990 budova sloužila znovuobnovené Právnické fakultě Masarykovy univerzity a v letech 1990–1996 její Ekonomicko-správní fakultě.

### Přestavba na hotel
V roce 1998 budovu zakoupila liberecká firma Grandezza Hotels, podle návrhu architekta Ondřeje Kukrala z Mladé Boleslavi ji přestavěla a 11. května 2012 zde otevřela pětihvězdičkový hotel. Celý hotel má 73 pokojů se 146 lůžky. V každém z pater má jeden rohový pokoj výhled do Orlí ulice a na Zelný trh, tři pokoje mají výhled do Květinářské ulice, dva pokoje jsou orientovány do vnitrobloku a všechny ostatní pokoje mají výhled na Zelný trh a Petrov. Třípatrové apartmá Onyx Tower Suite s výhledem z věžičky má vlastní výtah. V hotelu je také fitness centrum a kongresové salonky. V pronajatých přízemních prostorách byla provozována restaurace Il Mercato, později byla nahrazena restaurací La Maison du Marché. Od 16. června 2016 zde byla v provozu restaurace RYNK, která byla později přejmenována na Grandezza Restaurant. Na rohu Orlí ulice je kavárna Cosmopolis a na rohu Květinářské ulice Café Momenta.

## Reakce na přestavbu
Přestavba budovy vyvolala kontroverze kvůli úpravám interiéru bez souhlasu odboru památkové péče brněnského magistrátu. V plánu bylo také vybudování podzemních garáží pro hotelové hosty s kapacitou 80 parkovacích míst pod Zelným trhem. Kvůli odporu veřejnosti nakonec nebyly garáže postaveny.

## Ve filmu
V roce 2003 byla budova využita k natáčení koprodukčního historického filmu Hitler: vzestup zla (režie Christian Duguay).